# Janez II. Culemborški
Janez (Johan) II. Culemborški (neznan čas rojstva - 1377) je bil gospod Culemborški od 1347 do 1377. Bil je sin Huberta II. in Jute Leške. Janez je leta 1347 nasledil svojega očeta Huberta, potem ko je ta padel v bitki pri Waleffeju. Na Hubertovem pogrebu 1. avgusta 1347 je Reinald III., vojvoda Gelderski, vzel Janeza pod svojo zaščito. Janezu je dal tudi pravico, da zvoni v Geldersu, kar je Janezu dalo pravico, da zbira vojsko, da bi lahko branil svojo posest.
Janezu je pripadala tudi dedna služba točaja Knezoškofije Utrecht, vendar naj bi med podelitvijo tega naziva odvrgel vrč, ki ga je prejel, čez sobo z izjavo, da službe noče.

## Gospostvo Lek
Težava glede dedovanja Gospostva Lek je nastala, ko je Henrik Leški umrl brez otrok in je holandski grof prodal gospostvo Janezu II. Polanenskemu. Kot sin Jute Leške - Henrikove sestre - je Janez Culemborški zahteval gospostvo. Leta 1351 mu je bila podeljena v fevd gospoščina s pripadajočim gradom Schonenburg. Ta podeljeni fevd je vključeval tudi rensko mitnino pri Emmerichu in gospostvi Werth in Wertherbruch. Kot gospod Culemborški in Leški je Janez prilagodil svoj grb: poleg treh stebrov Culemborga so se pojavili tudi črni levi gospodov Leških.

## Spori z Geldersom
V sporih med Heeckerenskimi in Bronckhorstskimi je Janez izbral prvo skupino, ker so podpirali vojvodo Reinalda. Leta 1359 je bilo med obema stranema doseženo premirje. Medtem se je holandski grof Albert Bavarski povezal s stranko Heeckerenov. V Holandiji je divjala bitka med Trnki  in Trskami in Albert je slednjo skupino zatrl. Janezu to ni bilo sprejemljivo in je izstopil iz stranke Heeckerenskih. To ga je drago stalo: mitnino pri Emmerichu in gospostvo Werth sta zasedla njegova nasprotnika Janez Kleveški in Sweder Voorstski. Vendar pa je imel na svoji strani gelderlandskega vojvodo Edvarda: v listini leta 1361 je določil, da bo sklenil mir z Janezom Kleveškim, Swedrom Voorstskim in Heeckerensko stranko le, če bo Janez prejel odškodnino. Šele leta 1369 je münsterski škof Janezu ponovno podelil v fevd gospostvo Werth.
Leta 1361 je bil zaradi sporov z Bronckhorstskimi poškodovan tudi Janezov grad pri Mauriku. Grad je dal obnoviti in kot gradbenega svetovalca najel Janeza Doema. 
Leta 1371 se je Janez boril v bitki pri Baesweilerju na strani gelderlandskega vojvode Edvarda.

## Smrt
Janez je umrl leta 1377. Pokopan je bil v kapeli bratovščine naše gospe  v Veliki cerkvi sv. Barbare v Culemborgu. Ostal je neporočen in je imel le nekaj nezakonskih otrok, zato ga je nasledil njegov brat Gerhard  kot gospod Culemborški.
V Culemborgu je bil Janez odgovoren za gradnjo Havendijka, urbane širitve na severni strani. Pogosto so ga povezovali tudi z gradnjo gradu Culemborg okoli leta 1350, vendar to ni res, saj je bil ta grad zgrajen že v 13. stoletju. 